# Saison 5 de Code Quantum
Chronologie
Saison 4 de Code Quantum
Cet article présente la cinquième saison de la série télévisée Code Quantum.

## Synopsis
Au cours de cette saison, Sam Becket, toujours accompagné de « Al », est réincarné en :
- Lee Harvey Oswald puis un garde du corps du FBI, Clint Hill (Lee Harvey Oswald, épisodes 1 et 2).
- Nikos, un marin grec (La mégère et le marin).
- Ronald Miller, vétéran amputé des deux jambes.
- Léon Stiles, fugitif recherché par la police.
- Maxwell Stoddard, grand-père qui croit aux extra-terrestres.
- Jimmy (voir saison 2).
- Clayton Fuller, shérif.
- Will Kinman, étudiant en médecine.
- Larry, Avocat et magistrat.
- Willy, gangster et fermier.
- Martin Ellroy, flambeur bigame.
- Margaret, mère au foyer rêvant d'ambition.
- Ruth Weistheimer, sexologue.
- Nigel Corrington, vampire.
- Arnold, adolescent justicier.
- Elisabeth, détenue.
- Dennis, chauffeur de Marilyn Monroe.
- Henry Adams, reclus de guerre.
- John Beckett, son propre arrière-grand-père.
- Elvis Presley.

Pour le dernier épisode, Sam atterrit dans son propre corps le jour et l'heure précis de sa naissance.

## Liste des épisodes

### Épisode 1:Lee Harvey Oswald (1ère partie)
- États-Unis : 22 septembre 1992
- France :

- Willie Garson : Lee Harvey Oswald

- Dates et lieux de transmutation : 21 mars 1963 (Dallas, Texas), 5 octobre 1957 (Atsugi, Japon), 6 janvier 1959 (Tustin, Californie), 21 octobre 1959 (Quartier général du KGB, Moscou).
- Lieu de transmutation : Texas ; Union soviétique

### Épisode 2:Lee Harvey Oswald (2nde partie)
- États-Unis : 22 septembre 1992
- France :

- Dates et lieux de transmutation : 21 octobre 1959 (Quartier général du KGB, Moscou), 10 avril 1963 (Dallas, Texas), 9 août 1963 (Nouvelle Orléans, Louisiane), 22 novembre 1963 (Dallas, Texas).
- Le scénariste a privilégié la théorie dite du « tireur unique » (thèse officielle), écartant ainsi la « théorie du complot ».

### Épisode 3:La Mégère et le Marin
- États-Unis : 29 septembre 1992
- France :

- Brooke Shields : la « mégère »
- Socrates Alafouzos : le « marin »

- Date et lieu de transmutation : Mer Égée, 27 septembre 1956
- Le récit est inspiré du film Vers un destin insolite, sur les flots bleus de l'été - 1974.

### Épisode 4:Retour de guerre
- États-Unis : 6 octobre 1992
- France :

Jennifer Aniston (Kiki)
- Date de transmutation : 10 août 1968
- Lieu de transmutation : San Diego

### Épisode 5:Au douzième coup de minuit
- États-Unis : 20 octobre 1992
- France :

Beverley Mitchell (Becky Pruitt) - Dennis Wolfberg (Gooshie)
- Date de transmutation : 18 juin 1958
- Lieu de transmutation : Pine County, Oklahoma

### Épisode 6:Nuit magique
- États-Unis : 27 octobre 1992
- France :

- Date de transmutation : 21 mai 1966
- Lieu de transmutation : Charlemont, Massachusetts
- Sam sait jouer de la guitare.

### Épisode 7:Le Bien et le Mal
- États-Unis : 10 novembre 1992

- Date de transmutation : 19 mars 1966
- Lieu de transmutation : Oakland, Californie

### Épisode 8:Trilogie 1: Le Petit Cœur perdu
- États-Unis : 17 novembre 1992

- Date de transmutation : 8 août 1955
- Lieu de transmutation : Pottersville, Louisiane

### Épisode 9:Trilogie 2: Par amour pour toi
- États-Unis : 24 novembre 1992

- Date de transmutation : 14 juin 1966
- Lieu de transmutation : Pottersville, Louisiane

### Épisode 10:Trilogie 3: La Dernière Porte
- États-Unis : 24 novembre 1992

- Date de transmutation : 28 juillet 1978
- Lieu de transmutation : Baton Rouge, Louisiane

Sammy Jo Fuller est à 91,9 % de chance d'être la fille de Sam.

### Épisode 11:Enchères frauduleuses
- États-Unis : 15 décembre 1992

- Date de transmutation : 22 décembre 1971
- Lieu de transmutation : Indiana

### Épisode 12:Un mari pour deux
- États-Unis : 5 janvier 1993

- Date de transmutation : 25 février 1958
- Lieu de transmutation : Floride

### Épisode 13:Libération des femmes
- États-Unis : 12 janvier 1993

- Date de transmutation : 16 octobre 1968
- Lieu de transmutation : Connecticut

### Épisode 14:DrRuth
- États-Unis : 19 janvier 1993

- Date de transmutation : 25 avril 1985
- Lieu de transmutation : Manhattan New York

L'esprit de Sam fusionne avec celui du Dr Ruth.

### Épisode 15:Lune sanglante
- États-Unis : 9 février 1993

- Date de transmutation : 10 mars 1975
- Lieu de transmutation : Londres, Angleterre

### Épisode 16:Le Retour du mal
- États-Unis : 23 février 1993

Neil Patrick Harris
- Date de transmutation : 8 octobre 1956
- Lieu de transmutation : New York

### Épisode 17:La Revanche
- États-Unis : 23 février 1993

- Date de transmutation : 16 septembre 1987
- Lieu de transmutation : Mallard,  Ohio

### Épisode 18:Adieu Norma Jean
- États-Unis : 2 mars 1993

- Date de transmutation : 4 avril 1960
- Lieu de transmutation : Hollywood

 Marilyn Monroe est décédée le 5 août 1962.

### Épisode 19:L'Homme préhistorique
- États-Unis : 16 mars 1993

- Date de transmutation : 6 novembre 1972
- Lieu de transmutation : Washington

### Épisode 20:Les Tuniques bleues
- États-Unis : 30 mars 1993

- Date de transmutation : 20 septembre 1862
- Lieu de transmutation : Virginie

Ce voyage en dehors de sa ligne de vie est possible grâce à une interférence génétique.
Sam a le même ADN que son arrière-grand-père.

### Épisode 21:Memphis Melody
- États-Unis : 20 avril 1993

- Date de transmutation : 3 juillet 1954
- Lieu de transmutation : Memphis, Tennessee

### Épisode 22:Le Grand Voyage
- États-Unis : 5 mai 1993

- Bruce McGill - Al, le barman
- Dennis Wolfberg - Gooshie

- Date de transmutation : 8 août 1953
- Lieu de transmutation : Cokeburg, Pennsylvanie

Al le barman explique à Sam qu'il peut techniquement rentrer chez lui quand il le veut, mais il doit accepter que c'est lui qui décide de sa destinée.

## Conclusion
L'épisode Le Grand Voyage, n'était pas prévu d'être l'ultime épisode de la série. Mais à la suite de l'annonce de l'annulation de la série, les scénaristes ont décidé d'y inclure un épilogue, afin de donner une conclusion à la série :
" Beth ne s'est jamais remariée. 
Elle et Al ont quatre filles et vont fêter leur trente neuvième anniversaire de mariage en juin "
" Le docteur Sam Beckett n'est jamais rentré chez lui " ( Sur la diffusion TV )
" Le docteur Sam Beckett n'est jamais revenu " ( Sur l'édition DVD )

## DVD
Code Quantum - L'intégrale de la série est sorti le 10 octobre 2012. Le format d'origine 4/3 est respecté. Les épisodes sont présentés avec les textes et génériques intégralement en français.